# Sophia Williams-De Bruyn
Sophia Theresa Williams-de Bruyn (sinh năm 1938) là một cựu hoạt động chống phân biệt chủng tộc Nam Phi. Cô là người đầu tiên nhận Giải thưởng Phụ nữ cho dịch vụ quốc gia đặc biệt. Cô là thủ lĩnh còn sống cuối cùng của tổ chức Tháng ba Phụ nữ.

## Tuổi thơ
Sophia Theresa Williams-De Bruyn sinh ra ở Villageboard, một khu vực là nơi sinh sống của nhiều người thuộc nhiều quốc tịch khác nhau. Cô là con của Frances Elizabeth và Henry Ernest Williams. Williams-De Bruyn nói rằng lòng trắc ẩn của mẹ cô dành cho người khác đã giúp cô phát triển cảm giác đồng cảm.
Khi cha Williams-De Bruyn gia nhập quân đội để chiến đấu trong Thế chiến II, mẹ của Sophia đã chuyển gia đình sang một khu nhà ở mới, được xây dựng đặc biệt cho màu sắc, được gọi là Schauder. Cô tiếp tục việc học của mình tại Trường Công giáo Saint James. Williams-De Bruyn bỏ học và bắt đầu làm việc trong ngành dệt may. Công nhân trong nhà máy dệt Van Lane yêu cầu Williams-De Bruyn giúp "giải quyết vấn đề của họ với ông chủ nhà máy", và cuối cùng cô ấy trở thành người quản lý cửa hàng. Sau đó, cô trở thành thành viên điều hành của Hiệp hội Công nhân Dệt may tại Cảng Elizabeth.

## Sự nghiệp chính trị
Williams-De Bruyn là thành viên sáng lập của Đại hội Công đoàn Nam Phi (SACTU). Sau khi chính phủ đưa ra Đạo luật Đăng ký Dân số vào những năm 1950, Williams-De Bruyn được chỉ định làm người tổ chức toàn thời gian của Đại hội Nhân dân da màu ở Johannesburg.
Vào ngày 9 tháng 8 năm 1956, Williams-De Bruyn đã dẫn đầu cuộc diễu hành của 20 000 phụ nữ trên Tòa nhà Liên minh Pretoria cùng với Lilian Ngoyi, Rahima Moosa, Helen Joseph , Albertina Sisulu và Bertha Gxowa để phản đối yêu cầu phụ nữ mang theo sách như một phần của luật thông qua. Sophia khi đó chỉ mới 18 tuổi, khiến cô trở thành người trẻ nhất trong bốn nhà lãnh đạo. Những người phụ nữ này đã lách qua những người bảo vệ ở cửa để đưa ra những kiến nghị của họ bên ngoài cửa của các bộ trưởng. Sau khi Đạo luật Dân số Màu da được thông qua, Williams-De Bruyn được Đại hội Nhân dân da màu giao nhiệm vụ làm việc với Shulamith Muller về các vấn đề liên quan đến việc thông qua luật pháp.